# Alla tvärsäkra män
Alla tvärsäkra män är Attentats nittonde singel och andra samarbete med Brit Award-vinnaren Pedro Ferreira i vars studio singeln är inspelad. Singeln blev Paul Schönings sista med Attentat. Skivomslaget är designat av Hugo Sandsjö.
Medverkar gör Mats Jönsson, Magnus Rydman, Cristian Odin, Patrik Kruse och Paul Schöning.   